# Rotbraune Graseule
Die Rotbraune Graseule (Mythimna turca), zuweilen auch als Marbeleule bezeichnet, ist ein Schmetterling (Nachtfalter) aus der Familie der Eulenfalter (Noctuidae).

## Beschreibung

### Falter
Die Flügelspannweite der Falter beträgt 34 bis 46 Millimeter. Sie übertreffen damit in ihrer Größe andere Mythimna-Arten teilweise erheblich. Die Farbe der Vorderflügeloberseite variiert von rotbraun über rostbraun oder rotgrau bis zu ockerfarben. Arttypisch sind zwei deutliche, schwarzbraune Querlinien. Die Nierenmakel ist weiß und dunkel eingefasst, Zapfen- und Ringmakel fehlen. An der Saumlinie befindet sich eine Reihe kleiner schwarzer Pfeilflecke. Die zeichnungslose Hinterflügeloberseite ist dunkel graubraun gefärbt, lediglich der Saum sowie die Fransen sind rötlich.

### Raupe
Ausgewachsene Raupen haben eine rötlich braune Grundfärbung, die Bauchseite ist heller. Sie zeigen eine dünne, unterbrochene, helle, dunkel eingefasste Rückenlinie sowie ebenfalls dünne, dunkle, schwach gezackte Nebenrückenlinien.

### Puppe
Am Kremaster der dunkelbraunen Puppe befinden sich zwei am Ende gekrümmte lange Dornen.

## Verbreitung und Lebensraum
Die Rotbraune Graseule kommt in Mitteleuropa verbreitet vor. Die östliche Ausdehnung erstreckt sich durch Nord- und Mittelasien bis Nordchina, Korea und Japan. Die Art besiedelt hauptsächlich Moor- und Bruchwälder, feuchte Wiesen und Waldlichtungen sowie Hochmoorflächen. In den Alpen steigt sie bis auf eine Höhe von etwa 700 Metern.

## Lebensweise
Die Falter fliegen im nördlichen Verbreitungsgebiet in einer Generation, im Süden in zwei Generationen pro Jahr und sind zwischen Juni und August anzutreffen. Sie sind nachtaktiv,  fliegen künstliche Lichtquellen an, besuchen Köder und wurden auch an nicht näher bestimmten Disteln und an Flatter-Binse (Juncus effusus) saugend beobachtet. Als Nahrungspflanzen der Raupen werden in der Literatur verschiedene Süßgräser (Poaceae) sowie Zittergras-Segge (Carex brizoides), Rauhe Segge (Carex hirta) und Große Sternmiere (Stellaria holostea) genannt. Die Art überwintert als junge Raupe.

## Gefährdung
Die Rotbraune Graseule kommt in allen deutschen Bundesländern vor, ist jedoch teilweise im Rückgang begriffen und wird deshalb in der Roten Liste gefährdeter Arten auf der „Vorwarnliste“ geführt.